# Bristol Beaufort
Бристоль «Бофорт» (англ. Bristol Beaufort) — британский торпедоносец/бомбардировщик, создан фирмой Bristol Aeroplane Company как дальнейшее развитие лёгкого бомбардировщика Бристоль Бленхейм.
Наиболее активно использовались Королевскими Австралийскими ВВС на Тихоокеанском театре военных действий. Большинство самолётов производились по лицензии в Австралии.
Бофорты также состояли на вооружении Берегового командования Королевских ВВС и Авиации Королевских ВМС.
Сняты с вооружения в 1944 году.

## История создания
В сентябре 1935 года Министерство авиации Великобритании разработало технические задания и объявило конкурс на создание двух типов самолётов: бомбардировщика-торпедоносца берегового базирования и сухопутного разведчика. Необходимость в таких типах самолётов было обусловлено положением Великобритании как островного государства, снабжаемого по морю.
В конкурсе на создание этих типов самолётов приняли участие почти все авиационные фирмы Великобритании.  Фирма "Бристоль" предложила вариант самолёта объединяющего в себе функции разведчика и бомбардировщика-торпедоносца, удовлетворяющего требованиям обоих технических заданий. 
Специалисты Министерства Великобритании пришли к заключению, что предложение фирмы "Бристоль",  учитывающие объединение функций в одном самолёте, позволит иметь базовую конструкцию, которую в процессе производства  можно будет модифицировать в зависимости от назначения. В начале 1936 года это предложение обсуждалось с каждым из разработчиков. В результате фирмы "Бристоль" и "Блэкберн" получили заказы на создание новых самолётов. 
В июне 1936 года появилось новое техническое задание, в котором были определены тактико-технические характеристики самолёта как при выполнении разведывательных полётов так и при вооружении торпедой и бомбой. Для ускорения начала эксплуатации, было принято решение, что фирмы "Бристоль" и "Блэкберн" запустят серийное производство новых самолётов без создания прототипов. 
За основу проекта фирмы "Бристоль" был взят средний бомбардировщик "Blenheim", у которого было позаимствовано большинство конструктивных элементов. Новый проект, законченный в феврале 1936 года, получил обозначение Type 152, к которому впоследствии прибавилось название "Beaufort". В августе 1936 года был выдан заказ на постройку 78 серийных самолётов, которые должны были быть поставлены к концу марта 1939 года. 
В октябре 1938 года первый серийный "Blenheim" совершил первый полёт. Первые пять серийных самолётов использовали как прототипы и ещё на двух провели лётные испытания. По результатам первых полётов в конструкцию самолёта пришлось внести ряд изменений, что задержало выпуск второго экземпляра почти на год. Испытания самолёта завершились в августе 1939 года. 

## Конструкция
Патрульный бомбардировщик-торпедоносец Bristol "Beaufort" - четырёхместный двухмоторный моноплан со средним расположением крыла. Конструкция самолёта была почти полностью выполнена из алюминиевых сплавов. При проектировании большое внимание уделялось технологичности конструкции самолёта. Агрегаты самолёта были полностью взаимозаменяемы, это упрощало ремонт повреждённых самолётов и облегчало работу с субподрядчиками.
- Фюзеляж - типа полумонокок овального сечения состоял из трёх секций: носовой, средней и хвостовой. Каркас фюзеляжа состоял из поперечных шпангоутов П-образного и Z-образного сечения и продольных лонжеронов и стрингеров. Дюралевая обшивка гладкая переменной толщины крепилась к каркасу фюзеляжа при помощи потайной клёпки[2].

В носовой секции находилась остеклённая кабина штурмана-бомбардира. В кабине на правой стороне располагался блок навигационных приборов, а на левой бомбовый прицел. Для защиты передней полусферы устанавливали один или два пулемёта на подвижном лафете, огонь вёл штурман. Кабина экипажа была двухместной, пилот располагался с левой стороны, а правее и ниже его сиденья шёл проход, соединявший кабину штурмана-бомбардира носовой части до хвостовой турели. Штурман-бомбардир, в случае необходимости, мог занять место справа от лётчика и взять управление на себя.  Сверху и снизу носовой части располагались два аварийных люка. Нижние панели остекления носовой части были выполнены плоскими, чтобы не искажать обзор бомбардиру. Носовая секция фюзеляжа крепилась к переднему лонжерону крыла.
Позади пилота в средней секции фюзеляжа располагалось рабочее место радиста-оператора РЛС. Стрелок размещался в застекленной цельноповоротной стрелковой башне, снабженной электроприводом. Пилот и стрелок были защищены бронеплитами. Конструкция средней части воспринимала нагрузку от крыла и вес турели, поэтому ее каркас включал усиленные шпангоуты и три мощных лонжерона.Бомбовый отсек длиной 2,54 м закрывался деревянными створками. Входная дверь экипажа располагалась перед турелью и была изготовлена из дерева.
- Крыло - свободнонесущее цельнометаллическое двухлонжеронное с гладкой работающей обшивкой. Конструктивно крыло состояло из трех секций: центроплан и две отъёмные консоли. Продольный силовой набор крыла два лонжерона и стрингера, поперечный нервюры.. Центроплан, прямоугольный в плане, проходил через среднюю секцию фюзеляжа и формировал крышу бомбоотсека. На торцах центроплана располагались мотогондолы[2].

Консоли крыла в плане имели трапециевидную форму и пристыковывались к центроплану под углом поперечного V в 6 градусов. К заднему лонжерону консолей крыла крепились элероны, снабженные регулируемыми на земле триммерами. Каркас элеронов был металлическим, а обшивка полотняная. На центроплане между элеронами и фюзеляжем размещались металлические четырехсекционные посадочные щитки.
Между лонжеронами в крыле размещались топливные баки общей вместимостью 2592 литра. Два бака емкостью по 882 литра находились в центроплане и по одному баку емкостью 414 литров в каждой консоли крыла. Для защиты топливных баков к лонжеронам крепились бронепластины толщиной 4 мм. Для выполнения дальних перелетов был предусмотрен дополнительный бак емкостью 627 литров.
- Хвостовое оперение - однокилевое классического типа. Стабилизатор - свободнонесущий двухлонжеронный крепился к силовому шпангоуту хвостовой части фюзеляжа. Рули высоты с роговой аэродинамической компенсацией имели полотняную обшивку и были снабжены регулируемыми в полете триммерами. Вертикальное оперение имело аналогичную конструкцию[2].
- Шасси - трехопорное с хвостовым колесом. Колеса шасси располагались между двумя стойками с воздушно-масляными амортизаторами и были снабжены пневматическими тормозами. Основные колеса убирались назад по полету в нишу мотогондол и закрывались двухсекционными створками. Выпуск и уборка шасси осуществлялись с помощью гидропривода. Хвостовое колесо самоориентирующееся и в полете не убиралось[2].
- Силовая установка - два поршневых 14-цилиндровых двухрядных двигателя воздушного охлаждения Bristol Taurus II или IV, мощностью 1065 л.с. каждый. Воздушные винты металлические трёхлопастные диаметром 3,66 м. Двигатели устанавливались на мотораму в гондолу двигателей, которая крепилась к переднему лонжерону крыла. Моторама представляла собой пространственную ферму, сваренную из труб квадратного сечения. Дополнительный воздух для охлаждения двигателей поступал через воздухозаборники расположенные на передней кромке консолей крыла[2].
- Вооружение. Бомбовая нагрузка - при максимальном радиусе действия составляла 454 кг, при минимальном 908 кг бомб. Под каждой из консолей крыла был установлен держатель для глубинных бомб, в бомбоотсеке могли размещаться четыре бомбы. При использовании самолета в качестве торпедоносца в бомбоотсеке устанавливался специальный адаптер, к которому подвешивалась авиаторпеда английского образца калибра 457 мм. Самолет также применялся для минных постановок, используя магнитную мину, сбрасываемую на парашюте[2].

Стрелковое вооружение:  оборону самолета от атак сзади обеспечивала хвостовая турель с гидравлическим приводом, вооруженная двумя пулеметами Браунинг калибра 7,7 мм; для борьбы с зенитной артиллерией, при заходе для сброса торпеды, в носовой части устанавливался пулемет Виккерс, который управлялся штурманом; для отражения атак немецких истребителей из нижней полусферы, под носовой частью фюзеляжа устанавливали турель со стреляющим назад пулеметом Браунинг, дистанционное управление которой осуществлял штурман, целившийся через систему зеркал.

## Основные модификации
Beaufort Mk.I - основная модификация с двигателями Bristol Taurus. С 1941 года самолеты оборудовали противокорабельной РЛС ASV Mk.II. До конца 1943 года было изготовлено 1014 экземпляров.
Beaufort Mk.II - модификация с американскими двигателями Pratt & Whitney "Twin Wasp", мощностью 1200 л.с. Первый полет 9 ноября 1941 года. 250 самолетов в этом варианте были изготовлены как учебные и отличались наличием двойного управления и отсутствием вооружения. Всего с августа 1941 до 1944 года было выпущено 415 самолетов. 
Beaufort Mk.III -  модификация с двигателями Rolls-Royce "Merlin XX" построена не была. 
Beaufort Mk.IV - модификация, оснащенная усовершенствованным двигателем Bristol "Taurus XX" с флюгируемым воздушным винтом, новым оборудованием и килем увеличенной площади. В связи с тем, что двигатель не был запущен в серию, эта модификация была изготовлена в единственном экземпляре. 
Beaufort Mk.V - модификация австралийского производства с двигателями Pratt & Whitney R-1830-S3C4G. Двигатели собирались в Австралии. Было построено 80 самолетов, в том числе 30 машин Beaufort Mk.VA, отличавшихся увеличенным килем и другой маркой воздушных винтов. 
Beaufort Mk.VI и Mk.VII - аналоги Mk.V с двигателями Pratt & Whitney американского производства. Модификации различались типом воздушных винтов.  Было выпущено 40 экземпляров Mk.VI и 60 Mk.VII.
Beaufort Mk.Viii - австралийская модификация с двигателями Pratt & Whitney R-1830-S34G. На самолете была внедрена модифицированная подвеска, позволяющая нести торпеды как английского, так и американского производства. Заднее хвостовое колесо было убирающимся в полете. С ноября 1942 по август 1944 года было выпущено 520 самолетов, впоследствии 46 из них был переоборудованы в транспортные Mk.IX.  
Beaufort Mk.IX - транспортная модификация Mk.VIII, разработанная австралийскими конструкторами. С самолета было снято все вооружение и броня, изменена хвостовая часть фюзеляжа, на левом борту установлен грузовой люк, хвостовая стойка получила сдвоенные колеса. Экипаж два человека. Грузоподъемность до 1800 кг. Первый полет 4 февраля 1944 года. Состоял на вооружении ВВС Австралии с декабря 1944 до 1946 года, использовался для перевозки грузов на территории Австралии и Новой Гвинее.

## Производство
В Великобритании серийно самолёт строился на двух заводах фирмы "Бристоль" в Фултоне и Бэнуэлле. Первоначальный контракт на постройку самолётов "Beaufort" был увеличен до 350 штук и отдельно был заказ на 100 самолётов для английских ВВС в Австралии, эти самолёты предназначались для перевооружения эскадрилий в Сингапуре.  Однако после нападения Японии на Сингапур все самолёты этой партии оказались в составе ВВС Австралии и Министерство авиации заказало дополнительно 90 самолётов для замены "австралийской партии".
К маю 1940 года, через пять месяцев после поставки первого самолёта, заводы фирмы "Бристоль" достигли максимальной производительности - 30 самолётов в месяц, это рекорд, не превзойдённый ни одним из британских производителей бомбардировщиков Второй Мировой войны. Производство этих самолётов в Великобритании завершилось в ноябре 1944 года. Общее количество самолётов "Beaufort", выпущенных в Великобритании, составило 1429 экземпляров.
В марте 1939 года австралийское правительство приняло решение организовать у себя в стране выпуск самолётов "Beaufort" в количестве 250 экземпляров в год, предназначенных как для Королевских ВВС Австралии (RAAF), так и для английских Королевских ВВС (RAF). В апреле 1940 года в Австралию прибыл серийный экземпляр самолёта "Beaufort", который должен был быть использован в качестве эталона, и комплекты для сборки ещё 20 самолётов. В Департаменте авиастроения Австралии был создан отдел "Beaufort", который руководил выпуском первой партии самолётов.
Департамент авиастроения Австралии, для производства самолёта, разместил заказы на поставку компонентов более чем у 600 субподрядчиков. Выбор такого количества субподрядчиков позволяла агрегатная конструкция самолёта, это позволяло легко распределить изготовление узлов и агрегатов самолёта по уже существующим предприятиям, включая железнодорожные мастерские. Окончательная сборка велась на Государственных авиазаводах в Маскате и в Фишерменс Бенде.
Первый самолёт, собранный из английских узлов и агрегатов был облётан 22 августа 1941 года. Австралийские предприятия, задействованные в производстве самолёта, наращивали объёмы выпуска. В течение 1941 года заказы на самолёт все время увеличивались. Общее количество самолётов "Beaufort", изготовленных в Австралии, составило 700 самолётов. Освоение выпуска этого самолёта дало большой импульс  развитию австралийской авиапромышленности.

## Боевое использование и послевоенная эксплуатация
Первоначально планировалось, что главным регионом действия самолетов Bristol Beaufort станет Дальний Восток. Но пока организовывали серийное производство, ситуация в мире кардинально изменилась - началась Вторая Мировая война и приоритетным для Британии стал Европейский театр военных действий. Первые Бофорты получили эскадрильи берегового командования, дислоцированные в метрополии
Первые боевые вылеты Бофорты выполнили в апреле 1940 года, они устанавливали мины на рейде Шиллинга в Германии. 18 июня был совершен первый налет на береговую цель -  нефтехранилище в Гамбурге. Чуть позднее девять самолетов провели атаку на немецкий крейсер "Шарнхорст" у берегов Норвегии, немецкий крейсер не пострадал а англичане потеряли три самолета от огня Ме-109.  
С сентября 1940 года эскадрильи вооруженные Бофортами наносили удары по немецким судам в портах Франции, Голландии, в проливе Ла-Манш, а также по конвоям в Северном море, перевозившим железную руду из Швеции в Германию. После падения Франции самолеты Bristol "Beaufort" Берегового Командования совместно с бомбардировщиками Бомбардировочного Командования участвовали в атаках на немецкие цели на французской территории.  
В 1941 году во время рейдов и патрулирования в Северном море бомбардировщики-торпедоносцы берегового базирования вывели из строя  большое количество и полностью потопили 29 транспортов противника, но в основном это были небольшие каботажные суда. Опубликованная статистика английских ВВС за ноябрь 1942 года показывала, что этот тип самолетов несет самые тяжелые потери среди всех эскадрилий Королевских ВВС. Вероятность уцелеть время боевого вылета составляла 17%.  
С сентября 1941 года часть эскадрилий "Бофортов" были передислоцированы на Средиземноморской театр военных действий (ТВД), для противодействия немецким армиям, ведущим бои в Северной Африке. Здесь "Бофорты" действовали достаточно успешно, потопив несколько крупных транспортов и танкеров. На Средиземном море эти самолеты применялись до середины 1943 года.  
С апреля 1942 года три эскадрильи "Бофортов" были переброшены на Цейлон для противодействия атакам японцев. На Цейлоне британские "Бофорты" эксплуатировались дольше всего (последний боевой вылет 15 июля 1944 года), здесь они применялись для разведки и сопровождения конвоев, за все время службы не обнаружив ни одного японского корабля.  
С июня 1942 года начала боевые вылеты эскадрилья Королевских австралийских ВВС вооруженная "Бофортами". Здесь они наносили удары по береговым целям и японским судам у берегов Новой Гвинеи. Постепенно главным приоритетом для "Бофортов" стали штурмовые удары по наземным целям. Две эскадрильи с конца 1943 года совершали боевые вылеты в районе Тимора.  
Большая часть"Бофортов" Королевских австралийских ВВС была сосредоточена на борьбе с кораблями и подводными лодками противника, а с марта 1943 года австралийцы приступили к дальним рейдам против японских гаваней и портов. Противолодочные операции продолжались до февраля 1944 года. "Бофорты" также использовались для разведки и перевозки грузов. В 1946 году все австралийские "Бофорты" были сняты с вооружения.  
Кроме Королевских военно-воздушных сил Великобритании (RAF) и Австралии (RAAF) более двухсот "Бофортов" находились на вооружение ВВС других государств.  
ВВС Канады эксплуатировали двенадцать самолетов.  
Для защиты морских торговых путей южноафриканским ВВС были переданы 18 "Бофортов" из которых сформировали два звена, задачей которых стало патрулирование акватории в районе мыса Доброй Надежды. В апреле-июле 1941 года они привлекались к операции по вторжению на Мадагаскар.  
С августа 1941 года шесть "Бофортов"  состояли на вооружении ВВС Новой Зеландии. В 1944 году 24 самолета "Бофорт" были переданы ВВС Турции, которые осуществляли патрулирование Черного моря и Босфора. Турецкие самолеты использовались в качестве разведчиков и бомбардировщиков и не несли торпед. Турецкие "Бофорты" несли службу до 1950 года.  
После разгрома Африканского корпуса и снятия японской угрозы Индии, самолеты Bristol "Beaufort" стали снимать с вооружения строевых частей и использовать в учебных подразделениях для подготовки пилотов.  Как учебные эти самолеты долетали до 1947 года. Также "Бофорты" использовались для проведения различных экспериментальных работ.  

## Тактико-технические характеристики
Приведены данные модификации Mk.I.
Источник данных: Robertson, 1976, p. 78-79.

Технические характеристики
- Экипаж: 4
- Длина: 13,49 м
- Размах крыла: 17,63 м
- Высота: 3,78 м
- Площадь крыла: 46,73 м²
- Колея шасси: 5,486 м
- Масса пустого: 5945 кг
- Нормальная взлётная масса: 9629 кг (с торпедой Mk.XII)
- Объём топливных баков: 2591 л
- Силовая установка: 2 × 14-цилиндровых радиальных Bristol Taurus II, III, VI, XII или XVI
- Мощность двигателей: 2 × 1130 л. с. (2 × 843 кВт)

Лётные характеристики
- Максимальная скорость: на высоте 1981 м
  - без торпеды: 437 км/ч
  - с торпедой: 423 км/ч
- Крейсерская скорость: на высоте 1981 м
  - без торпеды: 410 км/ч
  - с торпедой: 362 км/ч
- Практическая дальность: 2575 км
- Продолжительность полёта: ~6 ч
- Практический потолок: 5029 м
- Скороподъёмность: 6,1 м/с
- Длина разбега: 233 м / 270 м (без/с торпедой)

Вооружение
- Стрелково-пушечное: до 9 × 7,7 мм пулемётов
- Бомбы: до 907 кг

## Эксплуатанты
Великобритания
- Royal Air Force: эскадрильи 22, 39, 42, 47, 48, 69, 86, 100, 217, 235, 511; звено фоторазведки 222; учебный береговой отряд 1, 2, 3, 5, 9, 32, 132; учебный истребительный отряд 51, 54, 60, 63, 75; учебный торпедный отряд; учебные торпедные отряды №№ 1 и 2.
- Royal Navy Fleet Air Arm: эскадрильи 728, 733, 762, 788, 798.

 Канада
- ВВС Канады: эскадрильи 149 и 415.

 Австралия
- ВВС Австралии: эскадрильи RAAF 1, 2, 6, 7, 8, 13, 14, 15, 21, 22, 30, 31, 32, 36, 92, 93, 100; связные отряды 1, 3, 4, 5, 6, 8, 11; транспортные отряды 9, 10, 12; пилотажный отряд 1; учебные отряды 1, 5, 6.

 Новая Зеландия
- Королевские ВВС Новой Зеландии: эскадрилья 489.

 Южно-Африканский Союз
- ВВС ЮАС: эскадрильи 16, 20, 22, 23, а также береговые 36 и 37.

 Турция
- ВВС Турции: 105-я торпедно-разведывательная группа.